# Ciprian Danciu
Ciprian Danciu (n. 9 iunie 1977) este un fost fotbalist și actual antrenor român. În prezent antrenează echipa de fotbal CS Electrica Baia Mare.
După ce timp de 3 ani a antrenat echipa de juniori FC Kiss 2015, aducând ani de glorie și rezultate favorabile, a făcut un nou pas în cariera sa de antrenor, preluând juniorii echipei CS Electrica Baia Mare.